# Chatain
Chatain és un municipi francès situat al departament de la Viena i a la regió de la Nova Aquitània. L'any 2007 tenia 322 habitants.

## Demografia

### Població
El 2007 la població de fet de Chatain era de 322 persones. Hi havia 144 famílies de les quals 36 eren unipersonals (24 homes vivint sols i 12 dones vivint soles), 56 parelles sense fills, 28 parelles amb fills i 24 famílies monoparentals amb fills.
La població ha evolucionat segons el següent gràfic:
Habitants censats

### Habitatges
El 2007 hi havia 225 habitatges, 149 eren l'habitatge principal de la família, 54 eren segones residències i 22 estaven desocupats. 222 eren cases i 2 eren apartaments. Dels 149 habitatges principals, 126 estaven ocupats pels seus propietaris, 21 estaven llogats i ocupats pels llogaters i 2 estaven cedits a títol gratuït; 2 tenien una cambra, 4 en tenien dues, 34 en tenien tres, 46 en tenien quatre i 63 en tenien cinc o més. 132 habitatges disposaven pel capbaix d'una plaça de pàrquing. A 88 habitatges hi havia un automòbil i a 45 n'hi havia dos o més.

### Piràmide de població
La piràmide de població per edats i sexe el 2009 era:
| Homes | Edats   | Dones |
| ----- | ------- | ----- |
| 0     | 95 o +  | 0     |
| 0     | 90 a 94 | 0     |
| 0     | 85 a 89 | 4     |
| 8     | 80 a 84 | 0     |
| 12    | 75 a 79 | 12    |
| 16    | 70 a 74 | 12    |
| 20    | 65 a 69 | 16    |
| 12    | 60 a 64 | 16    |
| 4     | 55 a 59 | 0     |
| 8     | 50 a 54 | 4     |
| 16    | 45 a 49 | 8     |
| 8     | 40 a 44 | 8     |
| 12    | 35 a 39 | 16    |
| 16    | 30 a 34 | 4     |
| 4     | 25 a 29 | 4     |
| 8     | 20 a 24 | 4     |
| 8     | 15 a 19 | 4     |
| 12    | 10 a 14 | 4     |
| 4     | 5 a 9   | 4     |
| 12    | 0 a 4   | 4     |

## Economia
El 2007 la població en edat de treballar era de 193 persones, 121 eren actives i 72 eren inactives. De les 121 persones actives 109 estaven ocupades (63 homes i 46 dones) i 12 estaven aturades (6 homes i 6 dones). De les 72 persones inactives 32 estaven jubilades, 11 estaven estudiant i 29 estaven classificades com a «altres inactius».

### Ingressos
El 2009 a Chatain hi havia 133 unitats fiscals que integraven 275 persones, la mediana anual d'ingressos fiscals per persona era de 11.683 €.

### Activitats econòmiques
Dels 10 establiments que hi havia el 2007, 2 eren d'empreses alimentàries, 3 d'empreses de construcció, 1 d'una empresa de comerç i reparació d'automòbils, 1 d'una empresa de transport, 1 d'una empresa immobiliària i 2 d'empreses classificades com a «altres activitats de serveis».
Dels 4 establiments de servei als particulars que hi havia el 2009, 2 eren paletes i 2 perruqueries.
L'únic establiment comercial que hi havia el 2009 era una fleca.
L'any 2000 a Chatain hi havia 20 explotacions agrícoles que ocupaven un total de 1.808 hectàrees.

## Equipaments sanitaris i escolars
El 2009 hi havia una escola elemental integrada dins d'un grup escolar amb les comunes properes formant una escola dispersa.

## Poblacions més properes
El següent diagrama mostra les poblacions més properes.